# Ђевање
Ђевање је насељено мјесто у општини Зворник, Република Српска, БиХ. Према попису становништва из 1991. у насељу је живјело 340 становника.

## Становништво
Према попису становништва из 1991. године, мјесто је имало 340 становника.
| Националност       | 1991.        |
| Срби               | 305 (89,71%) |
| Муслимани          | 20 (5,88%)   |
| Југословени        | 14 (4,12%)   |
| остали и непознато | 1 (0,29%)    |
| укупно             | 340          |

| Демографија | Демографија | Демографија |
| Година      | Становника  | Становника  |
| ----------- | ----------- | ----------- |
| 1948.       | 399         |             |
| 1953.       | 457         |             |
| 1961.       | 445         |             |
| 1971.       | 339         |             |
| 1981.       | 355         |             |
| 1991.       | 334         |             |